# Maziar Partow
Maziar Partow (en persan مازیار پرتو), né le 13 novembre 1932 à Téhéran et mort le 22 janvier 2014  en Californie d'une crise cardiaque, est un cinéaste, monteur et directeur de la photographie iranien.

## Biographie
Connu principalement comme directeur de la photographie, Maziar Partow collabore à des films comme Snowman de David Mirbaqer, The Magical Journey (1990) de Abolhassan Davoudi, Mirza Norooz's Shoes de Mohammad Motevaselani, ou encore Qeysar (1969) de Massoud Kimiaei.
Il vivait et travaillait en Californie depuis la fin des années 2000 et y était soigné pour une maladie cardiaque qui sera la cause de sa mort.